# 건조 한계
건조 한계는 건조 기후와 습윤 기후 사이의 경계이다. 여기에서는 강수량과 증발량이 같다. 이 경계선은 스텝(steppe) 기후의 습윤측 한계가 되기도 하며, 스텝 한계라고도 불린다.